# Liemarvin Bonevacia

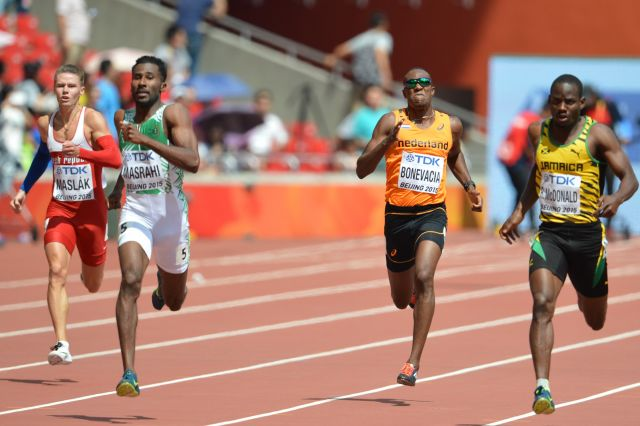
Liemarvin Bonevacia (tweede van rechts) snelt op de WK van 2015 in Peking in zijn 400 m-serie naar een Nederlands record van 44,72 s.

Liemarvin Bonevacia (Curaçao, 5 april 1989), wiens voornaam ook als Lee-Marvin of Lee-marvin wordt geschreven, is een Curaçaose atleet, die zich heeft gespecialiseerd in de 400 m. Hij heeft driemaal deelgenomen aan de Olympische Spelen, eenmaal als onafhankelijk olympisch deelnemer aan de Olympische Spelen van 2012 en tweemaal als vertegenwoordiger van Nederland aan de Olympische Spelen van 2016 en 2020. Dat leverde hem in 2020 een zilveren medaille op als lid van de Nederlandse estafetteploeg op de 4 x 400 m.

## Loopbaan
In april 2012 kwalificeerde Bonevacia zich tijdens de Grand Prix van Medellín (Colombia) met een tijd van 45,77 s voor de Spelen later dat jaar. Wegens het opheffen van de Nederlandse Antillen in 2010 was het niet langer mogelijk om voor dit voormalige land uit te komen op de Olympische Spelen, daar de nationale bond niet langer door het Internationaal Olympisch Comité werd erkend. Bonevacia kon vervolgens kiezen om voor Nederland te starten, maar koos uiteindelijk om deel te nemen onder de olympische vlag. Tijdens de eerste ronde verbeterde hij zijn persoonlijk record naar 45,60, wat goed genoeg was om zich te plaatsen voor de halve finale en meteen ook een Koninkrijksrecord. In de halve finale kreeg hij problemen met zijn hamstring en kwam hij binnen in een tijd van 1.36,42, ruim dubbel zoveel als zijn tegenstanders, waarmee hij in het eindklassement op een 24e plaats eindigde.
In 2013 kwam Bonevacia wel uit voor Nederland bij de wereldkampioenschappen van Moskou. Hij had zich niet individueel gekwalificeerd, maar was wel lid van het 4 x 100 m estafetteteam, dat in de finale als vijfde eindigde.
Op 27 juli 2014 verbeterde hij tijdens de Nederlandse kampioenschappen in het Olympisch Stadion van Amsterdam het stokoude Nederlandse record van Arjen Visserman op de 400 m. Zijn tijd was 45,41. Op 24 april 2015 verbeterde hij in Gainesville deze tijd met 0,01 seconde, maar de prestatie is niet als record aangevraagd.

## Kampioenschappen

### Internationale kampioenschappen
| Onderdeel | Titel                   | Jaar |
| --------- | ----------------------- | ---- |
| 4 x 400 m | World Relays kampioen   | 2021 |
| 4 x 400 m | Europees indoorkampioen | 2021 |

### Nederlandse kampioenschappen
Outdoor
| Onderdeel | Jaar                                     |
| --------- | ---------------------------------------- |
| 200 m     | 2015                                     |
| 400 m     | 2014, 2015, 2016, 2017, 2021, 2022, 2023 |

Indoor
| Onderdeel | Jaar                   |
| --------- | ---------------------- |
| 200 m     | 2018                   |
| 400 m     | 2015, 2017, 2021, 2022 |

## Persoonlijke records
Outdoor
| Onderdeel | Prestatie          | Datum            | Plaats            |
| --------- | ------------------ | ---------------- | ----------------- |
| 100 m     | 10,39 s (+1,9 m/s) | 14 februari 2024 | Potchefstroom     |
| 200 m     | 20,38 s (+0,4 m/s) | 14 juli 2024     | La Chaud-de-Fonds |
| 300 m     | 32,21 s            | 17 februari 2024 | Pretoria          |
| 400 m     | 44,48 s (NR)       | 21 augustus 2021 | Bern              |

Indoor
| Onderdeel | Prestatie    | Datum            | Plaats    |
| --------- | ------------ | ---------------- | --------- |
| 60 m      | 6,91 s       | 17 februari 2018 | Apeldoorn |
| 200 m     | 21,09 s      | 18 februari 2018 | Apeldoorn |
| 400 m     | 45,48 s (NR) | 27 februari 2022 | Apeldoorn |

## Prestatieontwikkeling
| Jaar | 100 m | 200 m | 400 m |
| ---- | ----- | ----- | ----- |
| 2009 | -     | -     | 48,56 |
| 2010 | -     | 21,62 | 48,21 |
| 2011 | -     | 21,45 | 46,58 |
| 2012 | -     | 20,82 | 45,60 |
| 2013 | 10,42 | 20,85 | 45,84 |
| 2014 | 10,66 | 20,89 | 45,41 |
| 2015 | -     | 20,60 | 44,72 |
| 2016 | 10,61 | 20,74 | 45,03 |
| 2017 | 10,40 | 20,66 | 45,61 |
| 2018 | -     | 20,81 | 45,77 |
| 2019 | -     | 21,01 | 45,69 |
| 2020 | 10,86 | 20,95 | 46,25 |
| 2021 | 10,62 | 20,45 | 44,48 |
| 2022 | -     | 20,62 | 45,17 |
| 2023 | 10,53 | 20,94 | 44,78 |
| 2024 | -     | -     | 44,88 |

## Palmares

### 200 m
- 2015:  NK - 20,62 s (-0,4 m/s)
- 2018:  NK indoor - 21,09 s
- 2018:  NK - 20,88 s (-3,2 m/s)
- 2024:  NK - 20,43 s (+1,8 m/s)

### 300 m
- 2016:  Gouden Spike - 32,71 s
- 2017: 7e Golden Spike Ostrava - 32,25 s

### 400 m
- 2012:  NK - 46,76 s
- 2012: 8e in ½ fin. OS - 1.36,42 (in serie 45,60 s)
- 2013: DQ NK (in serie 46,81 s)
- 2014:  NK - 45,41 s (NR)
- 2015:  NK indoor - 46,54 s
- 2015:  NK - 46,72 s
- 2015: 8e in ½ fin. WK - 45,65 s (in serie 44,72 s = NR)
- 2015:  Flame Games - 46,53 s
- 2016:  NK - 46,29 s
- 2016:  EK - 45,41 s
- 2016: 7e in ½ fin. OS - 45,03 s
- 2017:  NK indoor - 46,82 s
- 2017:  EK indoor - 46,26 s (NR)
- 2017:  FBK Games - 45,95 s
- 2017:  NK - 45,61 s
- 2018: 5e FBK Games - 45,77 s
- 2018: 4e in ½ fin. EK - 45,39 s
- 2018:  Memorial Van Damme - 46,08 s
- 2019:  NK indoor - 46,87 s
- 2019: 6e FBK Games - 46,19 s
- 2019:  NK - 46,86 s
- 2020:  NK - 46,93 s
- 2021:  NK indoor - 45,99 s (NR)
- 2021:  EK indoor - 46,30 s
- 2021:  NK - 44,99 s
- 2021: 8e OS - 45,07 s (in ½ fin. 44,62 s = NR)
- 2022:  NK indoor - 45,48 s (NR)
- 2022: 4e FBK Games - 46,11 s
- 2022:  NK - 45,34 s
- 2023:  NK indoor - 45,83 s
- 2023:  EK voor landenteams in Chorzów - 45,06 s
- 2023:  NK - 45,62 s
- 2023: 5e in ½ fin. WK - 45,23 s (in serie 44,78 s)
- 2024:  EK - 44,88 s
- 2025: 6e FBK Games - 46,60 s
- 2025: 4e NK - 45,75 s

Diamond League-resultaten
- 2022: 6e Golden Gala - 45,79 s
- 2022: 5e Bislett Games - 45,77 s
- 2022: 8e Kamila Skolimowska Memorial - 45,50 s
- 2022: 7e Weltklasse Zürich - 45,84 s
- 2023: 7e London Grand Prix - 45,51 s
- 2023: 5e Weltklasse Zürich - 46,25 s

### 4 x 100 m
- 2013: 5e WK - 38,37 s
- 2015: 8e in kwal. WK - 38,41 s

### 4 x 400 m
- 2014: 11e in serie EK - 3.05,93
- 2016: 7e EK - 3.04,52 (in serie 3.04,04)
- 2017:  EK landenteams te Rijsel - 3.02,37 (NR)
- 2018: 4e in serie EK - 3.04,93
- 2019: 5e B-fin. World Athletics Relays in Yokohama - 3.05,15 (in serie 3.04,30)
- 2021:  EK indoor - 3.06,06
- 2021:  World Athletics Relays - 3.03,45
- 2021:  OS - 2.57,18 (NR)
- 2022: 5e EK - 3.01,34
- 2023:  EK indoor - 3.06,59
- 2023: 6e WK - 3.00,40[1]
- 2024:  WK indoor - 3.04,25 (NR)

### 4 x 400 m gemengd
- 2021: 4e OS - 3.10,36 (NR)
- 2022:  WK – 3.09,90 (NR)
- 2023: DNF WK
- 2024:  EK - 3.10,73

## Onderscheidingen
- AU-atleet van het jaar - 2015